# ماجد بلال (بازیکن سعودی)
ماجد بلال (انگلیسی: Majed Belal؛ زادهٔ ۶ سپتامبر ۱۹۸۳) یک ورزشکار اهل عربستان سعودی است.
از باشگاه‌هایی که در آن بازی کرده‌است می‌توان به باشگاه فوتبال الوحده عربستان سعودی، باشگاه فوتبال نجران عربستان سعودی، باشگاه فوتبال الانصار عربستان سعودی، و باشگاه فوتبال الحزم عربستان سعودی اشاره کرد.